# A Better Tomorrow (album)
Albums de Wu-Tang Clan
8 Diagrams
(2007) The Saga Continues
(2017)
Singles
1. Keep Watch
Sortie : 18 mars 2014
2. Ron O'Neal
Sortie : 7 août 2014
3. Ruckus in B Minor
Sortie : 4 novembre 2014

A Better Tomorrow est le sixième album studio du Wu-Tang Clan, sorti le 1er décembre 2014 en France et le 2 décembre 2014 aux États-Unis.

## Développement
Après la sortie de l'album précédent, 8 Diagrams, en 2007, les membres repartent sur des projets personnels. Le 29 juin 2011, Raekwon annonce que le groupe va travailler sur un nouvel album studio. En juillet 2011, Ghostface Killah explique que ce projet sortira en mai 2012. En avril 2012, GZA affirme cependant qu'un nouvel album du groupe est « peu probable ». En octobre 2012, RZA déclare cependant que cet album pourrait sortir en novembre 2013, pour célébrer le 20e anniversaire du Wu-Tang Clan. Cependant, un mois plus tard, Raekwon doute que l'album se concrétise. Le 9 janvier 2013, le groupe annonce sur sa page Facebook le début du travail sur l'album.
En mars 2013, Method Man confirme que le groupe travaille sur l'album et qu'il sortira en 2013 pour les 20 ans de Enter the Wu-Tang (36 Chambers). Cappadonna précise que l'enregistrement a lieu entre New York, Los Angeles et le « manoir Wu » du New Jersey tout en ajoutant que le groupe souhaite un retour aux sources. En avril 2013, RZA rapporte qu'il est en contact avec Adrian Younge.
Le 11 avril 2013, un communiqué de presse dévoile le titre de l'album, A Better Tomorrow (en référence au titre anglais du film Le Syndicat du crime de John Woo), ainsi qu'une date de sortie pour juillet 2013. Le groupe se retrouve ensuite au Coachella Festival 2013. En juin 2013, RZA parle du titre Family Reunion et de l'avancement de l'album : « Family Reunion a été enregistré dans mon vieux studio, le même studio où nous avons enregistré Wu-Tang Forever ». Il espère alors que l'album sera prêt à temps pour novembre 2013, pour coïncider avec les 20 ans de la sortie de leur premier album, Enter The Wu-Tang (36 Chambers). En juillet 2013, Inspectah Deck annonce que des couplets inédits de Ol' Dirty Bastard (décédé en 2004) seront utilisés. En juillet 2013, Cappadonna indique que l'album est achevé à moitié. En novembre 2013, Method Man rapporte que Raekwon n'a pas encore participé à l'album et Ghostface Killah n'a enregistré que deux morceaux. En novembre 2013, RZA suggère que l'album sera terminé dans 6 semaines. En janvier 2014, le groupe poste un message sur sa page Facebook : « The new Wu album A Better Tomorrow coming soon » (« le nouvel album du Wu A Better Tomorrow arrive bientôt »).
En mars 2014, Raekwon dit qu'il ne veut pas que RZA se charge de l'album : « Je voudrais que pour la première on ne laisse pas toute la main à RZA. Il a fait son job avec beaucoup de capacités quand nous étions plus jeunes, mais maintenant chaque gars joue un rôle dans cette situation. Son plan était de faire un album plus humble. Nous sommes dit Nah. Vous ne pouvez pas le faire avec le groupe le plus dur dans le game ».
En avril 2014, RZA réagit à l'hésitation de Raekwon de participer à l'album : « Je n'ai pas eu la chance de vraiment lui parler. Je dirais peut-être que nous sommes sur des chemins différents. Je suis artistiquement différent de celui que j'étais dans les années 90 ». Lors d'une interview donnée à Rolling Stone, Raekwon lui répond « je ne sais pas pourquoi il a dit qu'il ne me parlait pas, parce qu'il m'a parlé. Nous avons parlé il y a deux semaines. [...] Et oui nous avons des différends créatifs parce qu'à la fin de la journée, je veux gagner. J'ai l'habitude d'être un gagnant. J'ai un problème avec tout ça parce que j'aime mes fans. Je ne voudrais jamais leur donner quelque chose d'autre que le meilleur ». Il ajoute « je ne suis pas content de la direction musicale et comment les gars traitent le “business”. Qu'allons nous donner aux fans ? ». RZA répond « lorsque vous formez Voltron, vous avez besoin de toutes les pièces. Nous avons besoin de lui là. Je le veux là ».
En mai 2014, la dispute prend fin entre RZA et Raekwon. Ce dernier accepte donc d'enregistrer ses couplets pour A Better Tomorrow, comme annoncé dans un communiqué de presse : « Raekwon et RZA font une trêve : Raekwon est prévu bosser en studio pour compléter les morceaux pour l’album : il y aura bientôt des détails sur A Better Tomorrow ».
Le 3 octobre 2014, il est annoncé que l'album sortira le 2 décembre 2014, avec un nouveau contrat avec le label Warner Bros. Records. Raekwon rapporte que l'enregistrement de cet album sans Ol' Dirty Bastard a été difficile, sans cette énergie qui le caractérisait.

## Singles
Le 5 juin 2013, le groupe sort le single promotionnel Family Reunion (featuring Masta Killa, Method Man, Ghostface Killah et RZA) sur le site internet de Soul Temple Records. Le 19 mars 2014, le premier véritable single est commercialisé : il s'agit de Keep Watch featuring Nathaniel, GZA, Method Man, Cappadonna et Inspectah Deck. Le 6 août 2014, le groupe apparaît dans The Daily Show sur la chaîne Comedy Central pour présenter en avant-première le second single, Ron O'Neal. Le 4 novembre 2014, Ruckus in B Minor sort comme troisième extrait.

## Réception
L'album s'est classé 2e au Top Rap Albums, 3e au Top R&B/Hip-Hop Albums, 12e au Top Digital Albums et 29e au Billboard 200.

## Liste des titres
| 1.    | Ruckus in B Minor (Produit par RZA et Rick Rubin)           | A. Younge, C. Smith, D. Hill, E. Turner, G. Grice, J. Hunter, L. Hawkins, R. Diggs                                       | Brooklyn Zoo (Clean LP Version) d'Ol' Dirty Bastard Protect Ya Neck II the Zoo d'Ol' Dirty Bastard and Brooklyn Zu featuring Prodigal Sunn, Killah Priest et 60 Second Assassin | 5:25 |
| 2.    | Felt (Produit par RZA)                                      | C. Smith, D. Hill, D. Coles, E. Turner, R. Diggs                                                                         | | 3:51 |
| 3.    | 40th Street Black / We Will Fight (Produit par Mathematics) | D. Hill, E. Turner, G. Grice, J. Hunter, L. Hawkins, R. Diggs, R. Bean                                                   | Theme From Shaft d'Isaac Hayes | 4:26 |
| 4.    | Mistaken Identity (Produit par RZA)                         | C. Smith, E. Turner, J. Hunter, L. Hawkins, P. Charles, R. Diggs                                                         | | 5:44 |
| 5.    | Hold the Heater (Produit par RZA)                           | C. Smith, E. Turner, Peter Lind Hayes, Robert Allen, R. Diggs                                                            | | 4:08 |
| 6.    | Crushed Egos (Produit par Adrian Younge)                    | A. Younge, C. Woods, G. Grice, R. Diggs                                                                                  | | 2:26 |
| 7.    | Keep Watch (featuring Nathaniel – Produit par Mathematics)  | Bettye Jean Crutcher, C. Smith, D. Hill, David Porter, G. Grice, J. Hunter, Nathaniel Peterson, R. Bean, Ronnie Williams | You Roam When You Don't Get It at Home des Sweet Inspirations | 4:25 |
| 8.    | Miracle (Produit par 4th Disciple)                          | E. Turner, J. Hunter, R. Diggs, S. Bougard                                                                               | | 5:03 |
| 9.    | Preacher's Daughter (Produit par RZA)                       | C. Smith, D. Hill, E. Turner, John David Hurley, R. Diggs, Ronnie Stephen Wilkins                                        | Son of a Preacher Man de Dusty Springfield | 5:13 |
| 10.   | Pioneer the Frontier (Produit par RZA)                      | E. Turner, J. Hunter, L. Hawkins, R. Diggs                                                                               | | 3:59 |
| 11.   | Necklace (Produit par 4th Disciple)                         | C. Woods, D. Hill, D. Coles, G. Grice, R. Diggs                                                                          | | 4:11 |
| 12.   | Ron O'Neal (featuring Nathaniel – Produit par RZA)          | C. Smith, D. Coles, E. Turner, J. Hunter, R. Diggs                                                                       | Assassination Day de Ghostface Killah et Inspectah Deck featuring Masta Killa, RZA et Raekwon                                                                                   | 4:28 |
| 13.   | A Better Tomorrow (Produit par RZA)                         | C. Smith, C. Woods, D. Hill, E. Turner, Gene McFadden, John Whitehead, R. Diggs, Vitor Carstarphen                       | Wake Up Everybody d'Harold Melvin & the Blue Notes | 4:24 |
| 14.   | Never Let Go (Produit par RZA)                              | C. Smith, Martin Luther King, Jr., G. Grice, J. Hunter, L. Hawkins, R. Diggs                                             | | 5:22 |
| 15.   | Wu-Tang Reunion (Produit par RZA)                           | C. Smith, D. Coles, E. Turner, Kenneth Gamble, Leon Huff, R. Diggs                                                       | | 3:34 |
| 66:39 |                                                             | | |      |

| 16. | Big Horn | 3:34 |

## Historique de sortie
| Pays        | Date              | Format             | Label                | Édition(s)       |
| ----------- | ----------------- | ------------------ | -------------------- | ---------------- |
| Allemagne   | November 28, 2014 | CD, téléchargement | Warner Bros. Records | standard, deluxe |
| France      | 1er décembre 2014 | CD, téléchargement | Warner Bros. Records | standard, deluxe |
| Royaume-Uni | 1er décembre 2014 | CD, téléchargement | Warner Bros. Records | standard, deluxe |
| États-Unis  | 2 décembre 2014   | CD, téléchargement | Warner Bros. Records | standard, deluxe |